# Сорік
Сорік (вірм. Սորիկ) — село в марзі Арагацотн, на заході Вірменії. Село розташоване за 18 км на північний захід від міста Талін, за 5 км на південний схід від села Ацашен, за 6 км на північний схід від села Акко, за 6 км на південь від села Нор Артік та 7 км на південь від села Сусер.